# سالومي رايشر
سالومي رايشر (19 فبراير 1899- 1980) كانت لاعبة شطرنج نمساوية. ولدت في برزيزينكا بعد أنشلوس، انتقلت في البداية إلى فلسطين ثم عبرت الأرجنتين إلى الولايات المتحدة.

## مسيرتها في الشطرنج
في عام 1937 تعادلت في المركزين 17-20 في بطولة العالم السادسة للشطرنج للسيدات في ستوكهولم، والتي فازت بها فيرا مينشيك. في عام 1939، تعادلت في المركزين 14 و16 في بطولة العالم السابعة للسيدات في بوينس آيرس، حيث هيمنت مينشيك مرة أخرى. بعد الحرب العالمية الثانية، عادت رايشر إلى النمسا، وفازت ببطولة السيدات النمساوية ثلاث مرات في ميلك عام 1950، وجراتس عام 1952، وبوخلارن عام 1954.
حصلت على لقب أستاذة المرأة الدولية في عام 1952.

## روابط خارجية
- Salome Reischer على موقع مباريات الشطرنج (الإنجليزية)
- Salome Reischer على موقع 365Chess.com (الإنجليزية)